# Sent Ipolit de Montagut
Sent Ipolit de Montagut (en francès Saint-Hippolyte-de-Montaigu) és un municipi francès situat al departament del Gard i a la regió d'Occitània.